# Cataratas Maletsunyane
Cataratas Maletsunyane es una cascada africana que recibe su nombre por el río Maletsunyane, fue un misionero francés, Le Bihan, en 1881 el primer hombre blanco que vio la caída de agua. Se trata de una cascada de 192 metros en el pequeño país africano de Lesoto. Es la segunda cascada más alta en el sur de África tras las Cataratas del Tugela en Sudáfrica.
La cascada Maletsunyane está situada en el distrito de Maseru, cerca de la ciudad Semonkong y constituye una atracción turística. El descenso al fondo del valle es posible cerca de la cascada. En invierno, la cascada está a menudo cubierta de hielo.